# Ruta Estatal de Nevada 612
La Ruta Estatal de Nevada 612, y abreviada SR 612 (en inglés: Nevada State Route 612) es una carretera estatal estadounidense ubicada en el estado de Nevada. La carretera inicia en el Sur desde la SR 593     en Las Vegas hacia el Norte en la SR 573     en Las Vegas. La carretera tiene una longitud de 15,2 km (9.427 mi).

## Mantenimiento
Al igual que las autopistas interestatales, y las rutas federales y el resto de carreteras estatales, la Ruta Estatal de Nevada 612 es administrada y mantenida por el Departamento de Transporte de Nevada por sus siglas en inglés Nevada DOT.

## Cruces
La Ruta Estatal de Nevada 612 es atravesada principalmente por la  SR 582  SR 592  SR 589  SR 159 en Sunrise Manor.